# Finale (échecs)
Pour les articles homonymes, voir Finale.
Au jeu d'échecs, la finale « commence quand la réduction du matériel rend le danger de mat immédiat suffisamment faible pour que les rois sortent de leur retraite et participent au combat ». Il est difficile de lui fixer des limites précises, et certaines parties ne connaissent pas cette dernière phase, car elles s'interrompent plus tôt (par mat, abandon, ou nulle précoce).
Bien qu'elles soient souvent négligées ou redoutées par les joueurs amateurs, les fins de partie constituent un aspect très intéressant du jeu d'échecs, aussi bien sur les plans technique, didactique ou artistique, souvent étroitement mêlés. Publiée depuis 1982 et régulièrement mise à jour, l'Encyclopédie des finales d'échecs présente un classement systématique des finales : le code ECE et tente de présenter un panorama exhaustif des finales : 5 volumes publiés et 9000 positions analysées. Depuis, le monde des finales est devenu un espace de recherche privilégié pour les ordinateurs.
Sur le plan technique, une connaissance minimale des finales est nécessaire pour déterminer s'il vaut encore la peine de poursuivre la partie ou non, par exemple. De nombreux pédagogues — à commencer par Siegbert Tarrasch — considèrent d'ailleurs que l'apprentissage du jeu d'échecs doit commencer par l'étude des finales. La seconde justification d'une connaissance, au moins minimale, c'est de permettre au joueur de concrétiser l'avantage matériel ou positionnel qu'il a acquis.

## Finales élémentaires

### Roi et pièce(s) contre roi seul
- Roi et dame contre roi seul
- Roi et tour contre roi seul
- Roi et deux fous contre roi seul
- Roi, fou et cavalier contre roi seul

### Thème de lapromotiond'un pion
- Roi et pion contre roi seul
- Roi, tour et pion contre roi et tour :
  - Position de Lucena (pour gagner la partie)
  - Position de Philidor (pour annuler la partie)
  - Position de Vančura (pour annuler la partie)

## Finales plus avancées
|   | a | b | c | d | e | f | g | h |   |
| 8 | cercle noir sur case noire b6 · cercle noir sur case blanche g6 · cercle noir sur case noire c5 · cercle noir sur case blanche f5 · cercle noir sur case blanche a4 · cercle noir sur case noire d4 · cercle noir sur case blanche e4 · cercle noir sur case noire h4 | cercle noir sur case noire b6 · cercle noir sur case blanche g6 · cercle noir sur case noire c5 · cercle noir sur case blanche f5 · cercle noir sur case blanche a4 · cercle noir sur case noire d4 · cercle noir sur case blanche e4 · cercle noir sur case noire h4 | cercle noir sur case noire b6 · cercle noir sur case blanche g6 · cercle noir sur case noire c5 · cercle noir sur case blanche f5 · cercle noir sur case blanche a4 · cercle noir sur case noire d4 · cercle noir sur case blanche e4 · cercle noir sur case noire h4 | cercle noir sur case noire b6 · cercle noir sur case blanche g6 · cercle noir sur case noire c5 · cercle noir sur case blanche f5 · cercle noir sur case blanche a4 · cercle noir sur case noire d4 · cercle noir sur case blanche e4 · cercle noir sur case noire h4 | cercle noir sur case noire b6 · cercle noir sur case blanche g6 · cercle noir sur case noire c5 · cercle noir sur case blanche f5 · cercle noir sur case blanche a4 · cercle noir sur case noire d4 · cercle noir sur case blanche e4 · cercle noir sur case noire h4 | cercle noir sur case noire b6 · cercle noir sur case blanche g6 · cercle noir sur case noire c5 · cercle noir sur case blanche f5 · cercle noir sur case blanche a4 · cercle noir sur case noire d4 · cercle noir sur case blanche e4 · cercle noir sur case noire h4 | cercle noir sur case noire b6 · cercle noir sur case blanche g6 · cercle noir sur case noire c5 · cercle noir sur case blanche f5 · cercle noir sur case blanche a4 · cercle noir sur case noire d4 · cercle noir sur case blanche e4 · cercle noir sur case noire h4 | cercle noir sur case noire b6 · cercle noir sur case blanche g6 · cercle noir sur case noire c5 · cercle noir sur case blanche f5 · cercle noir sur case blanche a4 · cercle noir sur case noire d4 · cercle noir sur case blanche e4 · cercle noir sur case noire h4 | 8 |
| 7 | cercle noir sur case noire b6 · cercle noir sur case blanche g6 · cercle noir sur case noire c5 · cercle noir sur case blanche f5 · cercle noir sur case blanche a4 · cercle noir sur case noire d4 · cercle noir sur case blanche e4 · cercle noir sur case noire h4 | cercle noir sur case noire b6 · cercle noir sur case blanche g6 · cercle noir sur case noire c5 · cercle noir sur case blanche f5 · cercle noir sur case blanche a4 · cercle noir sur case noire d4 · cercle noir sur case blanche e4 · cercle noir sur case noire h4 | cercle noir sur case noire b6 · cercle noir sur case blanche g6 · cercle noir sur case noire c5 · cercle noir sur case blanche f5 · cercle noir sur case blanche a4 · cercle noir sur case noire d4 · cercle noir sur case blanche e4 · cercle noir sur case noire h4 | cercle noir sur case noire b6 · cercle noir sur case blanche g6 · cercle noir sur case noire c5 · cercle noir sur case blanche f5 · cercle noir sur case blanche a4 · cercle noir sur case noire d4 · cercle noir sur case blanche e4 · cercle noir sur case noire h4 | cercle noir sur case noire b6 · cercle noir sur case blanche g6 · cercle noir sur case noire c5 · cercle noir sur case blanche f5 · cercle noir sur case blanche a4 · cercle noir sur case noire d4 · cercle noir sur case blanche e4 · cercle noir sur case noire h4 | cercle noir sur case noire b6 · cercle noir sur case blanche g6 · cercle noir sur case noire c5 · cercle noir sur case blanche f5 · cercle noir sur case blanche a4 · cercle noir sur case noire d4 · cercle noir sur case blanche e4 · cercle noir sur case noire h4 | cercle noir sur case noire b6 · cercle noir sur case blanche g6 · cercle noir sur case noire c5 · cercle noir sur case blanche f5 · cercle noir sur case blanche a4 · cercle noir sur case noire d4 · cercle noir sur case blanche e4 · cercle noir sur case noire h4 | cercle noir sur case noire b6 · cercle noir sur case blanche g6 · cercle noir sur case noire c5 · cercle noir sur case blanche f5 · cercle noir sur case blanche a4 · cercle noir sur case noire d4 · cercle noir sur case blanche e4 · cercle noir sur case noire h4 | 7 |
| 6 | cercle noir sur case noire b6 · cercle noir sur case blanche g6 · cercle noir sur case noire c5 · cercle noir sur case blanche f5 · cercle noir sur case blanche a4 · cercle noir sur case noire d4 · cercle noir sur case blanche e4 · cercle noir sur case noire h4 | cercle noir sur case noire b6 · cercle noir sur case blanche g6 · cercle noir sur case noire c5 · cercle noir sur case blanche f5 · cercle noir sur case blanche a4 · cercle noir sur case noire d4 · cercle noir sur case blanche e4 · cercle noir sur case noire h4 | cercle noir sur case noire b6 · cercle noir sur case blanche g6 · cercle noir sur case noire c5 · cercle noir sur case blanche f5 · cercle noir sur case blanche a4 · cercle noir sur case noire d4 · cercle noir sur case blanche e4 · cercle noir sur case noire h4 | cercle noir sur case noire b6 · cercle noir sur case blanche g6 · cercle noir sur case noire c5 · cercle noir sur case blanche f5 · cercle noir sur case blanche a4 · cercle noir sur case noire d4 · cercle noir sur case blanche e4 · cercle noir sur case noire h4 | cercle noir sur case noire b6 · cercle noir sur case blanche g6 · cercle noir sur case noire c5 · cercle noir sur case blanche f5 · cercle noir sur case blanche a4 · cercle noir sur case noire d4 · cercle noir sur case blanche e4 · cercle noir sur case noire h4 | cercle noir sur case noire b6 · cercle noir sur case blanche g6 · cercle noir sur case noire c5 · cercle noir sur case blanche f5 · cercle noir sur case blanche a4 · cercle noir sur case noire d4 · cercle noir sur case blanche e4 · cercle noir sur case noire h4 | cercle noir sur case noire b6 · cercle noir sur case blanche g6 · cercle noir sur case noire c5 · cercle noir sur case blanche f5 · cercle noir sur case blanche a4 · cercle noir sur case noire d4 · cercle noir sur case blanche e4 · cercle noir sur case noire h4 | cercle noir sur case noire b6 · cercle noir sur case blanche g6 · cercle noir sur case noire c5 · cercle noir sur case blanche f5 · cercle noir sur case blanche a4 · cercle noir sur case noire d4 · cercle noir sur case blanche e4 · cercle noir sur case noire h4 | 6 |
| 5 | cercle noir sur case noire b6 · cercle noir sur case blanche g6 · cercle noir sur case noire c5 · cercle noir sur case blanche f5 · cercle noir sur case blanche a4 · cercle noir sur case noire d4 · cercle noir sur case blanche e4 · cercle noir sur case noire h4 | cercle noir sur case noire b6 · cercle noir sur case blanche g6 · cercle noir sur case noire c5 · cercle noir sur case blanche f5 · cercle noir sur case blanche a4 · cercle noir sur case noire d4 · cercle noir sur case blanche e4 · cercle noir sur case noire h4 | cercle noir sur case noire b6 · cercle noir sur case blanche g6 · cercle noir sur case noire c5 · cercle noir sur case blanche f5 · cercle noir sur case blanche a4 · cercle noir sur case noire d4 · cercle noir sur case blanche e4 · cercle noir sur case noire h4 | cercle noir sur case noire b6 · cercle noir sur case blanche g6 · cercle noir sur case noire c5 · cercle noir sur case blanche f5 · cercle noir sur case blanche a4 · cercle noir sur case noire d4 · cercle noir sur case blanche e4 · cercle noir sur case noire h4 | cercle noir sur case noire b6 · cercle noir sur case blanche g6 · cercle noir sur case noire c5 · cercle noir sur case blanche f5 · cercle noir sur case blanche a4 · cercle noir sur case noire d4 · cercle noir sur case blanche e4 · cercle noir sur case noire h4 | cercle noir sur case noire b6 · cercle noir sur case blanche g6 · cercle noir sur case noire c5 · cercle noir sur case blanche f5 · cercle noir sur case blanche a4 · cercle noir sur case noire d4 · cercle noir sur case blanche e4 · cercle noir sur case noire h4 | cercle noir sur case noire b6 · cercle noir sur case blanche g6 · cercle noir sur case noire c5 · cercle noir sur case blanche f5 · cercle noir sur case blanche a4 · cercle noir sur case noire d4 · cercle noir sur case blanche e4 · cercle noir sur case noire h4 | cercle noir sur case noire b6 · cercle noir sur case blanche g6 · cercle noir sur case noire c5 · cercle noir sur case blanche f5 · cercle noir sur case blanche a4 · cercle noir sur case noire d4 · cercle noir sur case blanche e4 · cercle noir sur case noire h4 | 5 |
| 4 | cercle noir sur case noire b6 · cercle noir sur case blanche g6 · cercle noir sur case noire c5 · cercle noir sur case blanche f5 · cercle noir sur case blanche a4 · cercle noir sur case noire d4 · cercle noir sur case blanche e4 · cercle noir sur case noire h4 | cercle noir sur case noire b6 · cercle noir sur case blanche g6 · cercle noir sur case noire c5 · cercle noir sur case blanche f5 · cercle noir sur case blanche a4 · cercle noir sur case noire d4 · cercle noir sur case blanche e4 · cercle noir sur case noire h4 | cercle noir sur case noire b6 · cercle noir sur case blanche g6 · cercle noir sur case noire c5 · cercle noir sur case blanche f5 · cercle noir sur case blanche a4 · cercle noir sur case noire d4 · cercle noir sur case blanche e4 · cercle noir sur case noire h4 | cercle noir sur case noire b6 · cercle noir sur case blanche g6 · cercle noir sur case noire c5 · cercle noir sur case blanche f5 · cercle noir sur case blanche a4 · cercle noir sur case noire d4 · cercle noir sur case blanche e4 · cercle noir sur case noire h4 | cercle noir sur case noire b6 · cercle noir sur case blanche g6 · cercle noir sur case noire c5 · cercle noir sur case blanche f5 · cercle noir sur case blanche a4 · cercle noir sur case noire d4 · cercle noir sur case blanche e4 · cercle noir sur case noire h4 | cercle noir sur case noire b6 · cercle noir sur case blanche g6 · cercle noir sur case noire c5 · cercle noir sur case blanche f5 · cercle noir sur case blanche a4 · cercle noir sur case noire d4 · cercle noir sur case blanche e4 · cercle noir sur case noire h4 | cercle noir sur case noire b6 · cercle noir sur case blanche g6 · cercle noir sur case noire c5 · cercle noir sur case blanche f5 · cercle noir sur case blanche a4 · cercle noir sur case noire d4 · cercle noir sur case blanche e4 · cercle noir sur case noire h4 | cercle noir sur case noire b6 · cercle noir sur case blanche g6 · cercle noir sur case noire c5 · cercle noir sur case blanche f5 · cercle noir sur case blanche a4 · cercle noir sur case noire d4 · cercle noir sur case blanche e4 · cercle noir sur case noire h4 | 4 |
| 3 | cercle noir sur case noire b6 · cercle noir sur case blanche g6 · cercle noir sur case noire c5 · cercle noir sur case blanche f5 · cercle noir sur case blanche a4 · cercle noir sur case noire d4 · cercle noir sur case blanche e4 · cercle noir sur case noire h4 | cercle noir sur case noire b6 · cercle noir sur case blanche g6 · cercle noir sur case noire c5 · cercle noir sur case blanche f5 · cercle noir sur case blanche a4 · cercle noir sur case noire d4 · cercle noir sur case blanche e4 · cercle noir sur case noire h4 | cercle noir sur case noire b6 · cercle noir sur case blanche g6 · cercle noir sur case noire c5 · cercle noir sur case blanche f5 · cercle noir sur case blanche a4 · cercle noir sur case noire d4 · cercle noir sur case blanche e4 · cercle noir sur case noire h4 | cercle noir sur case noire b6 · cercle noir sur case blanche g6 · cercle noir sur case noire c5 · cercle noir sur case blanche f5 · cercle noir sur case blanche a4 · cercle noir sur case noire d4 · cercle noir sur case blanche e4 · cercle noir sur case noire h4 | cercle noir sur case noire b6 · cercle noir sur case blanche g6 · cercle noir sur case noire c5 · cercle noir sur case blanche f5 · cercle noir sur case blanche a4 · cercle noir sur case noire d4 · cercle noir sur case blanche e4 · cercle noir sur case noire h4 | cercle noir sur case noire b6 · cercle noir sur case blanche g6 · cercle noir sur case noire c5 · cercle noir sur case blanche f5 · cercle noir sur case blanche a4 · cercle noir sur case noire d4 · cercle noir sur case blanche e4 · cercle noir sur case noire h4 | cercle noir sur case noire b6 · cercle noir sur case blanche g6 · cercle noir sur case noire c5 · cercle noir sur case blanche f5 · cercle noir sur case blanche a4 · cercle noir sur case noire d4 · cercle noir sur case blanche e4 · cercle noir sur case noire h4 | cercle noir sur case noire b6 · cercle noir sur case blanche g6 · cercle noir sur case noire c5 · cercle noir sur case blanche f5 · cercle noir sur case blanche a4 · cercle noir sur case noire d4 · cercle noir sur case blanche e4 · cercle noir sur case noire h4 | 3 |
| 2 | cercle noir sur case noire b6 · cercle noir sur case blanche g6 · cercle noir sur case noire c5 · cercle noir sur case blanche f5 · cercle noir sur case blanche a4 · cercle noir sur case noire d4 · cercle noir sur case blanche e4 · cercle noir sur case noire h4 | cercle noir sur case noire b6 · cercle noir sur case blanche g6 · cercle noir sur case noire c5 · cercle noir sur case blanche f5 · cercle noir sur case blanche a4 · cercle noir sur case noire d4 · cercle noir sur case blanche e4 · cercle noir sur case noire h4 | cercle noir sur case noire b6 · cercle noir sur case blanche g6 · cercle noir sur case noire c5 · cercle noir sur case blanche f5 · cercle noir sur case blanche a4 · cercle noir sur case noire d4 · cercle noir sur case blanche e4 · cercle noir sur case noire h4 | cercle noir sur case noire b6 · cercle noir sur case blanche g6 · cercle noir sur case noire c5 · cercle noir sur case blanche f5 · cercle noir sur case blanche a4 · cercle noir sur case noire d4 · cercle noir sur case blanche e4 · cercle noir sur case noire h4 | cercle noir sur case noire b6 · cercle noir sur case blanche g6 · cercle noir sur case noire c5 · cercle noir sur case blanche f5 · cercle noir sur case blanche a4 · cercle noir sur case noire d4 · cercle noir sur case blanche e4 · cercle noir sur case noire h4 | cercle noir sur case noire b6 · cercle noir sur case blanche g6 · cercle noir sur case noire c5 · cercle noir sur case blanche f5 · cercle noir sur case blanche a4 · cercle noir sur case noire d4 · cercle noir sur case blanche e4 · cercle noir sur case noire h4 | cercle noir sur case noire b6 · cercle noir sur case blanche g6 · cercle noir sur case noire c5 · cercle noir sur case blanche f5 · cercle noir sur case blanche a4 · cercle noir sur case noire d4 · cercle noir sur case blanche e4 · cercle noir sur case noire h4 | cercle noir sur case noire b6 · cercle noir sur case blanche g6 · cercle noir sur case noire c5 · cercle noir sur case blanche f5 · cercle noir sur case blanche a4 · cercle noir sur case noire d4 · cercle noir sur case blanche e4 · cercle noir sur case noire h4 | 2 |
| 1 | cercle noir sur case noire b6 · cercle noir sur case blanche g6 · cercle noir sur case noire c5 · cercle noir sur case blanche f5 · cercle noir sur case blanche a4 · cercle noir sur case noire d4 · cercle noir sur case blanche e4 · cercle noir sur case noire h4 | cercle noir sur case noire b6 · cercle noir sur case blanche g6 · cercle noir sur case noire c5 · cercle noir sur case blanche f5 · cercle noir sur case blanche a4 · cercle noir sur case noire d4 · cercle noir sur case blanche e4 · cercle noir sur case noire h4 | cercle noir sur case noire b6 · cercle noir sur case blanche g6 · cercle noir sur case noire c5 · cercle noir sur case blanche f5 · cercle noir sur case blanche a4 · cercle noir sur case noire d4 · cercle noir sur case blanche e4 · cercle noir sur case noire h4 | cercle noir sur case noire b6 · cercle noir sur case blanche g6 · cercle noir sur case noire c5 · cercle noir sur case blanche f5 · cercle noir sur case blanche a4 · cercle noir sur case noire d4 · cercle noir sur case blanche e4 · cercle noir sur case noire h4 | cercle noir sur case noire b6 · cercle noir sur case blanche g6 · cercle noir sur case noire c5 · cercle noir sur case blanche f5 · cercle noir sur case blanche a4 · cercle noir sur case noire d4 · cercle noir sur case blanche e4 · cercle noir sur case noire h4 | cercle noir sur case noire b6 · cercle noir sur case blanche g6 · cercle noir sur case noire c5 · cercle noir sur case blanche f5 · cercle noir sur case blanche a4 · cercle noir sur case noire d4 · cercle noir sur case blanche e4 · cercle noir sur case noire h4 | cercle noir sur case noire b6 · cercle noir sur case blanche g6 · cercle noir sur case noire c5 · cercle noir sur case blanche f5 · cercle noir sur case blanche a4 · cercle noir sur case noire d4 · cercle noir sur case blanche e4 · cercle noir sur case noire h4 | cercle noir sur case noire b6 · cercle noir sur case blanche g6 · cercle noir sur case noire c5 · cercle noir sur case blanche f5 · cercle noir sur case blanche a4 · cercle noir sur case noire d4 · cercle noir sur case blanche e4 · cercle noir sur case noire h4 | 1 |
|   | a | b | c | d | e | f | g | h |   |

- Autres finales de pions
- Roi et dame contre roi et pion (en)
- Roi et tour contre roi et pion
- Roi et cavalier contre roi et pion
- Roi et deux cavaliers contre roi et pion attardé (en) : Le pion sert à éviter le pat en permettant au camp perdant de jouer. Cette finale est gagnable au moins en théorie si le pion du camp faible (disons les Noirs) n'est pas trop avancé mais elle est très difficile (dans le pire des cas elle nécessite 115 coups, mais n'oublions pas que le décompte redémarre à chaque mouvement de pion) aussi la plupart des grands-maîtres ne l'étudient plus, préférant se contenter de la nulle dans ce cas-ci, et garder en mémoire des positions plus souvent rencontrées. La méthode de gain consiste à repousser le roi noir dans un coin avec le roi et un cavalier, le pion étant bloqué par l'autre cavalier, puis à amener le second cavalier pour mater. Si le pion est sur la ligne de Troitsky (ci-contre) il arrive à dame mais n'a pas le temps d'empêcher le mat[2].

## Autres finales
Les autres finales peuvent être extrêmement ardues.
- Roi, dame et pion contre roi et dame (en)
- Roi et dame contre roi et tour
- Finale de tours (cas le plus fréquent)
- Finale de fous :
  - Finale de fous de couleurs opposées
  - Finale de fous de même couleur
- Finale de cavaliers
- Finale avec fou contre cavalier
- Finale sans pions.

## Finales artistiques
|   | a | b | c | d | e | f | g | h |   |
| 8 | Fou blanc sur case noire b8 · Fou blanc sur case noire f8 · Fou blanc sur case noire h8 · Fou blanc sur case noire c7 · Pion noir sur case blanche a6 · Fou blanc sur case noire h6 · Roi noir sur case blanche b1 · Roi blanc sur case blanche d1 | Fou blanc sur case noire b8 · Fou blanc sur case noire f8 · Fou blanc sur case noire h8 · Fou blanc sur case noire c7 · Pion noir sur case blanche a6 · Fou blanc sur case noire h6 · Roi noir sur case blanche b1 · Roi blanc sur case blanche d1 | Fou blanc sur case noire b8 · Fou blanc sur case noire f8 · Fou blanc sur case noire h8 · Fou blanc sur case noire c7 · Pion noir sur case blanche a6 · Fou blanc sur case noire h6 · Roi noir sur case blanche b1 · Roi blanc sur case blanche d1 | Fou blanc sur case noire b8 · Fou blanc sur case noire f8 · Fou blanc sur case noire h8 · Fou blanc sur case noire c7 · Pion noir sur case blanche a6 · Fou blanc sur case noire h6 · Roi noir sur case blanche b1 · Roi blanc sur case blanche d1 | Fou blanc sur case noire b8 · Fou blanc sur case noire f8 · Fou blanc sur case noire h8 · Fou blanc sur case noire c7 · Pion noir sur case blanche a6 · Fou blanc sur case noire h6 · Roi noir sur case blanche b1 · Roi blanc sur case blanche d1 | Fou blanc sur case noire b8 · Fou blanc sur case noire f8 · Fou blanc sur case noire h8 · Fou blanc sur case noire c7 · Pion noir sur case blanche a6 · Fou blanc sur case noire h6 · Roi noir sur case blanche b1 · Roi blanc sur case blanche d1 | Fou blanc sur case noire b8 · Fou blanc sur case noire f8 · Fou blanc sur case noire h8 · Fou blanc sur case noire c7 · Pion noir sur case blanche a6 · Fou blanc sur case noire h6 · Roi noir sur case blanche b1 · Roi blanc sur case blanche d1 | Fou blanc sur case noire b8 · Fou blanc sur case noire f8 · Fou blanc sur case noire h8 · Fou blanc sur case noire c7 · Pion noir sur case blanche a6 · Fou blanc sur case noire h6 · Roi noir sur case blanche b1 · Roi blanc sur case blanche d1 | 8 |
| 7 | Fou blanc sur case noire b8 · Fou blanc sur case noire f8 · Fou blanc sur case noire h8 · Fou blanc sur case noire c7 · Pion noir sur case blanche a6 · Fou blanc sur case noire h6 · Roi noir sur case blanche b1 · Roi blanc sur case blanche d1 | Fou blanc sur case noire b8 · Fou blanc sur case noire f8 · Fou blanc sur case noire h8 · Fou blanc sur case noire c7 · Pion noir sur case blanche a6 · Fou blanc sur case noire h6 · Roi noir sur case blanche b1 · Roi blanc sur case blanche d1 | Fou blanc sur case noire b8 · Fou blanc sur case noire f8 · Fou blanc sur case noire h8 · Fou blanc sur case noire c7 · Pion noir sur case blanche a6 · Fou blanc sur case noire h6 · Roi noir sur case blanche b1 · Roi blanc sur case blanche d1 | Fou blanc sur case noire b8 · Fou blanc sur case noire f8 · Fou blanc sur case noire h8 · Fou blanc sur case noire c7 · Pion noir sur case blanche a6 · Fou blanc sur case noire h6 · Roi noir sur case blanche b1 · Roi blanc sur case blanche d1 | Fou blanc sur case noire b8 · Fou blanc sur case noire f8 · Fou blanc sur case noire h8 · Fou blanc sur case noire c7 · Pion noir sur case blanche a6 · Fou blanc sur case noire h6 · Roi noir sur case blanche b1 · Roi blanc sur case blanche d1 | Fou blanc sur case noire b8 · Fou blanc sur case noire f8 · Fou blanc sur case noire h8 · Fou blanc sur case noire c7 · Pion noir sur case blanche a6 · Fou blanc sur case noire h6 · Roi noir sur case blanche b1 · Roi blanc sur case blanche d1 | Fou blanc sur case noire b8 · Fou blanc sur case noire f8 · Fou blanc sur case noire h8 · Fou blanc sur case noire c7 · Pion noir sur case blanche a6 · Fou blanc sur case noire h6 · Roi noir sur case blanche b1 · Roi blanc sur case blanche d1 | Fou blanc sur case noire b8 · Fou blanc sur case noire f8 · Fou blanc sur case noire h8 · Fou blanc sur case noire c7 · Pion noir sur case blanche a6 · Fou blanc sur case noire h6 · Roi noir sur case blanche b1 · Roi blanc sur case blanche d1 | 7 |
| 6 | Fou blanc sur case noire b8 · Fou blanc sur case noire f8 · Fou blanc sur case noire h8 · Fou blanc sur case noire c7 · Pion noir sur case blanche a6 · Fou blanc sur case noire h6 · Roi noir sur case blanche b1 · Roi blanc sur case blanche d1 | Fou blanc sur case noire b8 · Fou blanc sur case noire f8 · Fou blanc sur case noire h8 · Fou blanc sur case noire c7 · Pion noir sur case blanche a6 · Fou blanc sur case noire h6 · Roi noir sur case blanche b1 · Roi blanc sur case blanche d1 | Fou blanc sur case noire b8 · Fou blanc sur case noire f8 · Fou blanc sur case noire h8 · Fou blanc sur case noire c7 · Pion noir sur case blanche a6 · Fou blanc sur case noire h6 · Roi noir sur case blanche b1 · Roi blanc sur case blanche d1 | Fou blanc sur case noire b8 · Fou blanc sur case noire f8 · Fou blanc sur case noire h8 · Fou blanc sur case noire c7 · Pion noir sur case blanche a6 · Fou blanc sur case noire h6 · Roi noir sur case blanche b1 · Roi blanc sur case blanche d1 | Fou blanc sur case noire b8 · Fou blanc sur case noire f8 · Fou blanc sur case noire h8 · Fou blanc sur case noire c7 · Pion noir sur case blanche a6 · Fou blanc sur case noire h6 · Roi noir sur case blanche b1 · Roi blanc sur case blanche d1 | Fou blanc sur case noire b8 · Fou blanc sur case noire f8 · Fou blanc sur case noire h8 · Fou blanc sur case noire c7 · Pion noir sur case blanche a6 · Fou blanc sur case noire h6 · Roi noir sur case blanche b1 · Roi blanc sur case blanche d1 | Fou blanc sur case noire b8 · Fou blanc sur case noire f8 · Fou blanc sur case noire h8 · Fou blanc sur case noire c7 · Pion noir sur case blanche a6 · Fou blanc sur case noire h6 · Roi noir sur case blanche b1 · Roi blanc sur case blanche d1 | Fou blanc sur case noire b8 · Fou blanc sur case noire f8 · Fou blanc sur case noire h8 · Fou blanc sur case noire c7 · Pion noir sur case blanche a6 · Fou blanc sur case noire h6 · Roi noir sur case blanche b1 · Roi blanc sur case blanche d1 | 6 |
| 5 | Fou blanc sur case noire b8 · Fou blanc sur case noire f8 · Fou blanc sur case noire h8 · Fou blanc sur case noire c7 · Pion noir sur case blanche a6 · Fou blanc sur case noire h6 · Roi noir sur case blanche b1 · Roi blanc sur case blanche d1 | Fou blanc sur case noire b8 · Fou blanc sur case noire f8 · Fou blanc sur case noire h8 · Fou blanc sur case noire c7 · Pion noir sur case blanche a6 · Fou blanc sur case noire h6 · Roi noir sur case blanche b1 · Roi blanc sur case blanche d1 | Fou blanc sur case noire b8 · Fou blanc sur case noire f8 · Fou blanc sur case noire h8 · Fou blanc sur case noire c7 · Pion noir sur case blanche a6 · Fou blanc sur case noire h6 · Roi noir sur case blanche b1 · Roi blanc sur case blanche d1 | Fou blanc sur case noire b8 · Fou blanc sur case noire f8 · Fou blanc sur case noire h8 · Fou blanc sur case noire c7 · Pion noir sur case blanche a6 · Fou blanc sur case noire h6 · Roi noir sur case blanche b1 · Roi blanc sur case blanche d1 | Fou blanc sur case noire b8 · Fou blanc sur case noire f8 · Fou blanc sur case noire h8 · Fou blanc sur case noire c7 · Pion noir sur case blanche a6 · Fou blanc sur case noire h6 · Roi noir sur case blanche b1 · Roi blanc sur case blanche d1 | Fou blanc sur case noire b8 · Fou blanc sur case noire f8 · Fou blanc sur case noire h8 · Fou blanc sur case noire c7 · Pion noir sur case blanche a6 · Fou blanc sur case noire h6 · Roi noir sur case blanche b1 · Roi blanc sur case blanche d1 | Fou blanc sur case noire b8 · Fou blanc sur case noire f8 · Fou blanc sur case noire h8 · Fou blanc sur case noire c7 · Pion noir sur case blanche a6 · Fou blanc sur case noire h6 · Roi noir sur case blanche b1 · Roi blanc sur case blanche d1 | Fou blanc sur case noire b8 · Fou blanc sur case noire f8 · Fou blanc sur case noire h8 · Fou blanc sur case noire c7 · Pion noir sur case blanche a6 · Fou blanc sur case noire h6 · Roi noir sur case blanche b1 · Roi blanc sur case blanche d1 | 5 |
| 4 | Fou blanc sur case noire b8 · Fou blanc sur case noire f8 · Fou blanc sur case noire h8 · Fou blanc sur case noire c7 · Pion noir sur case blanche a6 · Fou blanc sur case noire h6 · Roi noir sur case blanche b1 · Roi blanc sur case blanche d1 | Fou blanc sur case noire b8 · Fou blanc sur case noire f8 · Fou blanc sur case noire h8 · Fou blanc sur case noire c7 · Pion noir sur case blanche a6 · Fou blanc sur case noire h6 · Roi noir sur case blanche b1 · Roi blanc sur case blanche d1 | Fou blanc sur case noire b8 · Fou blanc sur case noire f8 · Fou blanc sur case noire h8 · Fou blanc sur case noire c7 · Pion noir sur case blanche a6 · Fou blanc sur case noire h6 · Roi noir sur case blanche b1 · Roi blanc sur case blanche d1 | Fou blanc sur case noire b8 · Fou blanc sur case noire f8 · Fou blanc sur case noire h8 · Fou blanc sur case noire c7 · Pion noir sur case blanche a6 · Fou blanc sur case noire h6 · Roi noir sur case blanche b1 · Roi blanc sur case blanche d1 | Fou blanc sur case noire b8 · Fou blanc sur case noire f8 · Fou blanc sur case noire h8 · Fou blanc sur case noire c7 · Pion noir sur case blanche a6 · Fou blanc sur case noire h6 · Roi noir sur case blanche b1 · Roi blanc sur case blanche d1 | Fou blanc sur case noire b8 · Fou blanc sur case noire f8 · Fou blanc sur case noire h8 · Fou blanc sur case noire c7 · Pion noir sur case blanche a6 · Fou blanc sur case noire h6 · Roi noir sur case blanche b1 · Roi blanc sur case blanche d1 | Fou blanc sur case noire b8 · Fou blanc sur case noire f8 · Fou blanc sur case noire h8 · Fou blanc sur case noire c7 · Pion noir sur case blanche a6 · Fou blanc sur case noire h6 · Roi noir sur case blanche b1 · Roi blanc sur case blanche d1 | Fou blanc sur case noire b8 · Fou blanc sur case noire f8 · Fou blanc sur case noire h8 · Fou blanc sur case noire c7 · Pion noir sur case blanche a6 · Fou blanc sur case noire h6 · Roi noir sur case blanche b1 · Roi blanc sur case blanche d1 | 4 |
| 3 | Fou blanc sur case noire b8 · Fou blanc sur case noire f8 · Fou blanc sur case noire h8 · Fou blanc sur case noire c7 · Pion noir sur case blanche a6 · Fou blanc sur case noire h6 · Roi noir sur case blanche b1 · Roi blanc sur case blanche d1 | Fou blanc sur case noire b8 · Fou blanc sur case noire f8 · Fou blanc sur case noire h8 · Fou blanc sur case noire c7 · Pion noir sur case blanche a6 · Fou blanc sur case noire h6 · Roi noir sur case blanche b1 · Roi blanc sur case blanche d1 | Fou blanc sur case noire b8 · Fou blanc sur case noire f8 · Fou blanc sur case noire h8 · Fou blanc sur case noire c7 · Pion noir sur case blanche a6 · Fou blanc sur case noire h6 · Roi noir sur case blanche b1 · Roi blanc sur case blanche d1 | Fou blanc sur case noire b8 · Fou blanc sur case noire f8 · Fou blanc sur case noire h8 · Fou blanc sur case noire c7 · Pion noir sur case blanche a6 · Fou blanc sur case noire h6 · Roi noir sur case blanche b1 · Roi blanc sur case blanche d1 | Fou blanc sur case noire b8 · Fou blanc sur case noire f8 · Fou blanc sur case noire h8 · Fou blanc sur case noire c7 · Pion noir sur case blanche a6 · Fou blanc sur case noire h6 · Roi noir sur case blanche b1 · Roi blanc sur case blanche d1 | Fou blanc sur case noire b8 · Fou blanc sur case noire f8 · Fou blanc sur case noire h8 · Fou blanc sur case noire c7 · Pion noir sur case blanche a6 · Fou blanc sur case noire h6 · Roi noir sur case blanche b1 · Roi blanc sur case blanche d1 | Fou blanc sur case noire b8 · Fou blanc sur case noire f8 · Fou blanc sur case noire h8 · Fou blanc sur case noire c7 · Pion noir sur case blanche a6 · Fou blanc sur case noire h6 · Roi noir sur case blanche b1 · Roi blanc sur case blanche d1 | Fou blanc sur case noire b8 · Fou blanc sur case noire f8 · Fou blanc sur case noire h8 · Fou blanc sur case noire c7 · Pion noir sur case blanche a6 · Fou blanc sur case noire h6 · Roi noir sur case blanche b1 · Roi blanc sur case blanche d1 | 3 |
| 2 | Fou blanc sur case noire b8 · Fou blanc sur case noire f8 · Fou blanc sur case noire h8 · Fou blanc sur case noire c7 · Pion noir sur case blanche a6 · Fou blanc sur case noire h6 · Roi noir sur case blanche b1 · Roi blanc sur case blanche d1 | Fou blanc sur case noire b8 · Fou blanc sur case noire f8 · Fou blanc sur case noire h8 · Fou blanc sur case noire c7 · Pion noir sur case blanche a6 · Fou blanc sur case noire h6 · Roi noir sur case blanche b1 · Roi blanc sur case blanche d1 | Fou blanc sur case noire b8 · Fou blanc sur case noire f8 · Fou blanc sur case noire h8 · Fou blanc sur case noire c7 · Pion noir sur case blanche a6 · Fou blanc sur case noire h6 · Roi noir sur case blanche b1 · Roi blanc sur case blanche d1 | Fou blanc sur case noire b8 · Fou blanc sur case noire f8 · Fou blanc sur case noire h8 · Fou blanc sur case noire c7 · Pion noir sur case blanche a6 · Fou blanc sur case noire h6 · Roi noir sur case blanche b1 · Roi blanc sur case blanche d1 | Fou blanc sur case noire b8 · Fou blanc sur case noire f8 · Fou blanc sur case noire h8 · Fou blanc sur case noire c7 · Pion noir sur case blanche a6 · Fou blanc sur case noire h6 · Roi noir sur case blanche b1 · Roi blanc sur case blanche d1 | Fou blanc sur case noire b8 · Fou blanc sur case noire f8 · Fou blanc sur case noire h8 · Fou blanc sur case noire c7 · Pion noir sur case blanche a6 · Fou blanc sur case noire h6 · Roi noir sur case blanche b1 · Roi blanc sur case blanche d1 | Fou blanc sur case noire b8 · Fou blanc sur case noire f8 · Fou blanc sur case noire h8 · Fou blanc sur case noire c7 · Pion noir sur case blanche a6 · Fou blanc sur case noire h6 · Roi noir sur case blanche b1 · Roi blanc sur case blanche d1 | Fou blanc sur case noire b8 · Fou blanc sur case noire f8 · Fou blanc sur case noire h8 · Fou blanc sur case noire c7 · Pion noir sur case blanche a6 · Fou blanc sur case noire h6 · Roi noir sur case blanche b1 · Roi blanc sur case blanche d1 | 2 |
| 1 | Fou blanc sur case noire b8 · Fou blanc sur case noire f8 · Fou blanc sur case noire h8 · Fou blanc sur case noire c7 · Pion noir sur case blanche a6 · Fou blanc sur case noire h6 · Roi noir sur case blanche b1 · Roi blanc sur case blanche d1 | Fou blanc sur case noire b8 · Fou blanc sur case noire f8 · Fou blanc sur case noire h8 · Fou blanc sur case noire c7 · Pion noir sur case blanche a6 · Fou blanc sur case noire h6 · Roi noir sur case blanche b1 · Roi blanc sur case blanche d1 | Fou blanc sur case noire b8 · Fou blanc sur case noire f8 · Fou blanc sur case noire h8 · Fou blanc sur case noire c7 · Pion noir sur case blanche a6 · Fou blanc sur case noire h6 · Roi noir sur case blanche b1 · Roi blanc sur case blanche d1 | Fou blanc sur case noire b8 · Fou blanc sur case noire f8 · Fou blanc sur case noire h8 · Fou blanc sur case noire c7 · Pion noir sur case blanche a6 · Fou blanc sur case noire h6 · Roi noir sur case blanche b1 · Roi blanc sur case blanche d1 | Fou blanc sur case noire b8 · Fou blanc sur case noire f8 · Fou blanc sur case noire h8 · Fou blanc sur case noire c7 · Pion noir sur case blanche a6 · Fou blanc sur case noire h6 · Roi noir sur case blanche b1 · Roi blanc sur case blanche d1 | Fou blanc sur case noire b8 · Fou blanc sur case noire f8 · Fou blanc sur case noire h8 · Fou blanc sur case noire c7 · Pion noir sur case blanche a6 · Fou blanc sur case noire h6 · Roi noir sur case blanche b1 · Roi blanc sur case blanche d1 | Fou blanc sur case noire b8 · Fou blanc sur case noire f8 · Fou blanc sur case noire h8 · Fou blanc sur case noire c7 · Pion noir sur case blanche a6 · Fou blanc sur case noire h6 · Roi noir sur case blanche b1 · Roi blanc sur case blanche d1 | Fou blanc sur case noire b8 · Fou blanc sur case noire f8 · Fou blanc sur case noire h8 · Fou blanc sur case noire c7 · Pion noir sur case blanche a6 · Fou blanc sur case noire h6 · Roi noir sur case blanche b1 · Roi blanc sur case blanche d1 | 1 |
|   | a | b | c | d | e | f | g | h |   |

Certains problèmes d'échecs, en particulier les miniatures, peuvent être considérés comme des positions de finales, la différence avec les études résidant dans le fait qu'il suffit de quelques coups pour infliger le mat. Voici une composition où les Blancs parviennent à mater leur adversaire avec cinq (!) Fous de même couleur et aucune autre pièce légère :

## Spécialistes des finales
La quasi-totalité des grands maîtres sont des connaisseurs des finales, mais certains y ont fait valoir une maîtrise exceptionnelle, parmi lesquels
- José Raúl Capablanca,
- Bobby Fischer,
- Akiba Rubinstein,
- Vassily Smyslov,
- Magnus Carlsen